# Monitor (Słowenia)
Monitor – słoweńskie czasopismo poświęcone tematyce komputerowej. Jego pierwszy numer ukazał się w 1991 roku.
Periodyk jest wydawany raz w miesiącu w Lublanie. Jest pierwszym czasopismem na rynku słoweńskim, które wprowadziło wersję elektroniczną.
Wydawcą czasopisma jest firma Mladina. Według stanu na 2020 rok funkcję redaktora odpowiedzialnego pełni Matjaž Klančar.